# Althepus flabellaris
Espèce
Althepus flabellaris est une espèce d'araignées aranéomorphes de la famille des Psilodercidae.

## Distribution
Cette espèce est endémique de la province de Trat en Thaïlande,. Elle se rencontre sur Ko Chang.

## Description
Le mâle holotype mesure 3,05 mmet la femelle paratype 3,86 mm.

## Publication originale
- Li, Li & Jäger, 2014 : Six new species of the spider family Ochyroceratidae Fage 1912 (Arachnida: Araneae) from southeast Asia. Zootaxa, no 3768, p. 119-138 (texte intégral).